# Serena Gordon
Serena Mary Strathearn Gordon, född 3 september 1963 i London, är en brittisk skådespelerska.

## Rollista i urval
- 1987 – Parlamentets svarta får (TV-serie)
- 1989 – A Tale of Two Cities (TV-serie)
- 1989 – Tills vi möts igen (TV-serie)
- 1991 – Sherlock Holmes (TV-serie)
- 1995 – Goldeneye
- 1999 – Aristokrater (TV-serie)
- 2000 – Glädjens hus
- 2001 – Karl för sin kilt (TV-serie)
- 2001 – Messiah  (TV-serie)
- 2002, 2008 – Morden i Midsomer (TV-serie)
- 2003 – Tyst vittne (TV-serie)